# 이준서 (축구 선수)
이준서(李俊敍, 1998년 3월 7일 ~ )는 대한민국의 축구 선수로 포지션은 골키퍼이며 현재 K리그1 대전 하나 시티즌 소속이다.

## 클럽 경력
K리그1의 클럽 중 하나인 FC 서울의 유스팀인 오산고등학교 축구부 출신으로 2017년 FC 서울의 우선지명을 받고 동국대학교에 진학하여 학교 축구부에 입단했다. 그러나 3학년 때인 2019년에 전방십자인대부상을 입으며 선수 생활이 어려워지면서 서울의 우선지명이 취소되었다. 이후 재활 끝에 복귀하여 대학 졸업반인 2020년에 동국대의 춘계대학연맹전과 추계대학연맹전의 우승을 이끌었으며, U리그 왕중왕전에서 팀을 준우승시키고 우수선수상을 수상했다.
2021 시즌을 앞두고 K리그2의 대전 하나 시티즌에 입단하였다. 6월 19일에 K리그2 17라운드 경기인 안산 그리너스전을 통해 프로 데뷔전을 가졌으며, 클린시트를 기록했다.

## 국가대표팀 경력
오산고등학교 재학 시절인 2015년에 U-17 대표팀에 발탁되어 칠레에서 열린 2015년 FIFA U-17 월드컵에 참가했다. 잉글랜드와의 B조 예선 경기에 출전했으며, 팀은 0-0 무승부를 냈다.

## 수상
- U리그 왕중왕전 우수선수상 (2020년)